# مردمی شبیه ما (فیلم)
مردمی شبیه ما (به انگلیسی: People Like Us) فیلمی محصول سال ۲۰۱۲ به کارگردانی الکس کورتزمن است. در این فیلم بازیگرانی همچون کریس پاین، الیزابت بنکس، اولیویا وایلد، میشل فایفر، مارک دوپلاس، فیلیپ بیکر هال و جان فاورو ایفای نقش کرده‌اند.